# Arthur Blyth

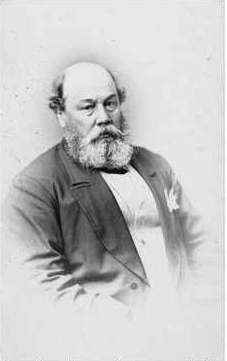
Sir Arthur Blyth (31. Dezember 1879)

The Hon Sir Arthur Blyth, KCMG, CB (* 19. März 1823 in Birmingham; † 7. Dezember 1891 in Bournemouth, Dorset, England) war ein australischer Politiker, der von 1864 bis 1865, zwischen 1871 und 1872 sowie von 1873 bis 1875 drei Mal Premierminister von South Australia war. Er hält den Rekord für die Anzahl der verwalteten Ministerämter in den ersten vierzig Regierungsjahren in Südaustralien und wurde zwölfmal in ein Ministeramt vereidigt.

## Leben

### Unternehmer, Abgeordneter und Minister
Arthur Blyth kam mit seiner Familie im Alter von sechzehn Jahren 1839 nach Adelaide und machte sich zusammen mit seinem Bruder als Eisenwarenhändler selbstständig. Er war Direktor der National Bank und der Bergwerksgesellschaft Burra Mines. Daneben war er Förderer der Northern Pastoral Company und Gutachter für die Adelaide City Corporation.
Seine politische Laufbahn begann Blyth am 21. September 1855, als er für den Wahlkreis Yatala zum Mitglied des South Australian Legislative Council gewählt wurde, des Oberhauses des Parlaments von South Australia, dem er bis zum 2. Februar 1857 angehörte. Im Anschluss wurde er am 26. Februar 1857 im Wahlkreis Gumeracha erstmals zum Mitglied der South Australian House of Assembly gewählt, des Unterhauses des Parlaments, und gehörte diesem zunächst bis zu seiner Wahlniederlage gegen William Sandover am 20. April 1868 an. In der nur vom 21. August bis zum 1. September 1857 dauernden Regierung von Premier John Baker übernahm er sein erstes Ministeramt als Minister für öffentliche Arbeiten (Commissioner of Public Works). Das Amt als Minister für öffentliche Arbeiten bekleidete er erneut zwischen dem 12. Juni 1858 und dem 9. Mai 1860 in der Regierung von Premier Richard Hanson. In der Regierung von Premier George Marsden Waterhouse fungierte er vom 8. bis 17. Oktober 1861 sowie erneut zwischen dem 19. Februar 1862 und dem 4. Juli 1863 als Schatzminister (Treasurer).

### Dreimaliger Premierminister von South Australia

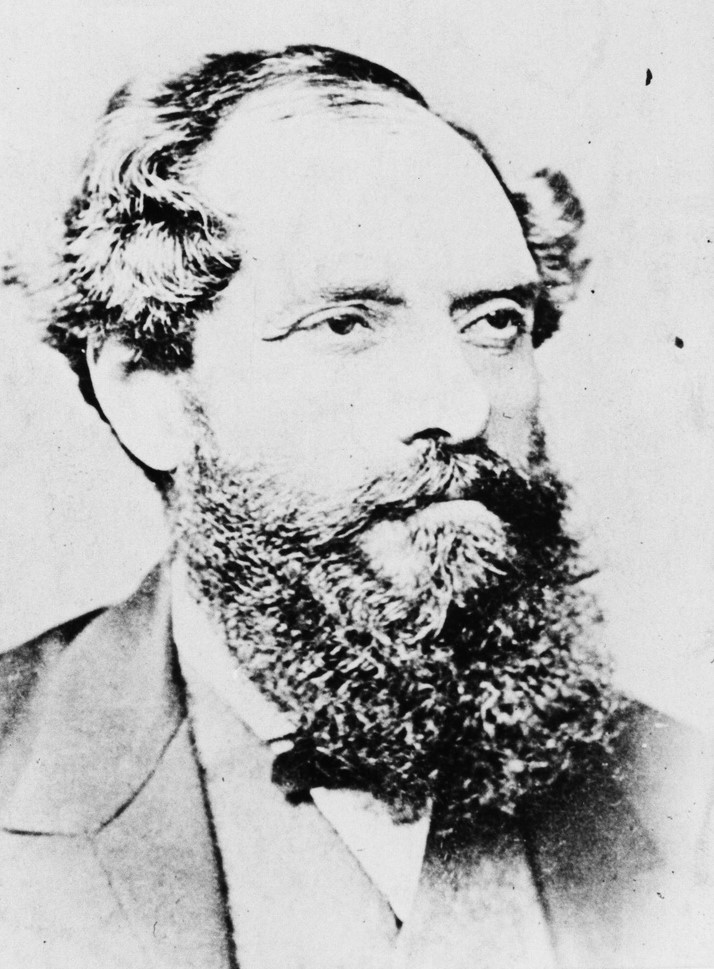
Arthur Blyth (1865)

Am 4. August 1864 wurde Arthur Blyth als Nachfolger von Henry Ayers erstmals selbst Premierminister von South Australia und bekleidete dieses Amt bis zum 22. März 1865, woraufhin Francis Dutton zum zweiten Mal das Amt des Premierministers übernahm. In seiner Regierung bekleidete er zwischen dem 4. August 1864 und dem 22. März 1865 zudem das Amt als Minister für Landbesitz der Krone und Einwanderung (Commissioner of Crown Lands and Immigration). In der zweiten Regierung von Premier Ayers übernahm er vom 20. September bis zum 23. Oktober 1865 erneut das Amt als Schatzminister und fungierte zwischen dem 28. März 1866 und dem 3. Mai 1867 als Chefsekretär (Chief Secretary) der ersten Regierung von Premier James Boucaut. Am 5. April 1870 wurde er als Nachfolger von William Sandover im Wahlkreis Gumerache erneut zum Mitglied der Legislativversammlung gewählt und vertrat diesen Wahlkreis nunmehr bis zum 9. Februar 1875, woraufhin Frederick Hannaford ihn ablöste.
Am 10. November 1871 wurde Blyth zum zweiten Mal Premier und löste damit die dritte Regierung von Premier John Hart ab. Er bekleidete das Amt bis zum 22. Januar 1872 und wurde daraufhin von Henry Ayers abgelöst, der seine fünfte Regierung bildete. In seiner zweiten Regierung übernahm Blyth außerdem zwischen dem 10. November 1871 und dem 22. Januar 1872 auch wieder das Amt als Schatzminister und war zudem am 10. November 1871 für einen Tag Minister für Landbesitz der Krone und Einwanderung.
Arthur Blyth wurde am 22. Juli 1873 zum dritten Mal Premier und trat damit selbst die Nachfolge der fünften Regierung von Premier Ayers an. Seine Regierung, in der er zwischen dem 22. Juli 1873 und dem 3. Juni 1875 auch das Amt als Chefsekretär übernahm, blieb bis zum 3. Juni 1875 im Amt und wurde daraufhin von der zweiten Regierung von Premier James Boucaut abgelöst. Während seiner letzten Amtszeit als Premierminister überstand Blyth am dritten Tag seiner Regierung drei Misstrauensanträge und regierte fast zwei Jahre lang weiter, bevor ein Misstrauensvotum (resolution of dissatisfaction) ihn zum Rücktritt zwang. „Letztendlich unternahm seine Regierung wenig, um die dringenden Probleme anzugehen, und obwohl Blyth als Mann mit großem gesunden Menschenverstand (great common sense) galt, kann man mit Fug und Recht sagen, dass Blyths politische Erfolge gering und von zweitrangiger Bedeutung waren.“ Während seiner dritten Amtszeit wurde er am 10. Februar 1875 im neu geschaffenen Wahlkreis North Adelaide wieder zum Mitglied der Legislativversammlung gewählt und gehörte dieser nunmehr bis zu seinem Mandatsverzicht am 21. Februar 1877 an, woraufhin sein jüngerer Bruder Neville Blyth diesen Wahlkreis übernahm. In der zweiten Regierung von Premier Boucaut bekleidete er schließlich zwischen dem 25. März und dem 6. Juni 1876 noch einmal den Posten des Schatzministers.
Nach dem Tode von Francis Dutton am 25. Januar 1877 wurde Blyth nach seinem Ausscheiden aus der Legislativversammlung zum Generalagenten und damit Vertreter von South Australia im Vereinigten Königreich ernannt. Obwohl er dafür kritisiert wurde, dass er keinen Kontakt zu den Angelegenheiten der Kolonie hatte, behielt er das Amt bis zu seinem Tod am 7. Dezember 1891 und wurde daraufhin von John Cox Bray abgelöst. Kurz nach seiner Ernennung zum Generalagenten wurde er am 31. Mai 1877 als Knight Commander des Order of St Michael and St George (KCMG) nobilitiert, wodurch er fortan das Prädikat „Sir“ führte. 1886 wurde er zudem zum Companion des Order of the Bath (CB) ernannt.
Arthur Blyth war von 1850 bis zu seinem Tode 1891 mit Jessie Ann Forrest verheiratet.